# 1999 (álbum)
1999 é um álbum de estúdio de Prince, lançado em 27 de outubro de 1982. Este álbum está na lista dos 200 álbuns definitivos no Rock and Roll Hall of Fame.
1999 foi o primeiro álbum dos dez melhores do Prince na Billboard 200, chegando ao número 9. Foi o quinto álbum mais vendido de 1983. A faixa-título foi um protesto contra a proliferação nuclear e se tornou seu primeiro hit a alcançar sucesso fora dos Estados Unidos. 1999 recebeu muitos elogios dos críticos, e foi visto como o primeiro grande álbum de Prince. O sucesso crítico e comercial do álbum garantiu a Prince um lugar na psique pública e marcou o início de dois anos de grande fama através de turnês de grande sucesso, e singles. [8] Após a morte de Prince em 2016, o álbum atingiu o pico no número 7 na Billboard 200. 1999 é certificado como platina quádrupla pela Recia Industry Association of America (RIAA). Em novembro de 2019, o álbum ganhou um relançamento com 35 gravações não lançadas anteriormente.